# ادسون (بازیکن فوتبال، زاده ۱۹۸۷)
ادسون هنریکه دا سیلوا (به پرتغالی: Edson Henrique da Silva) مدافع میانی اهل برزیل است که در شهر Itaquitinga-پرنامبوکو و در تاریخ ۶ ژوئیهٔ ۱۹۸۷ به دنیا آمده‌است.
ادسون هنریکه دا سیلوا در تیم‌های فوتبال فیگورنسه سابقهٔ حضور داشته و هم‌اکنون عضو باشگاه گسترش فولاد تبریز است.